# 擬鯉
擬鯉（學名：Rutilus rutilus）是輻鰭魚綱雅羅魚科擬鯉屬下的一種魚，生活在歐洲(除西班牙、義大利、希臘與愛爾蘭外)和西亞和淡水與鹹水中 ，在歐洲是一種常見的魚，1860年代和1880年代從歐洲引入澳大利亞的墨累河以及新南威爾士州南部和維多利亞州的沿海流域，可食用。體型較小，身體呈藍銀色，腹部變成白色，鰭是紅色，沿側線的鱗片數量為39-48枚，背鰭和臀鰭有12-14條鰭條，年輕的個體體型修長、較老的標本獲得更高更寬的體形，體長約25（9.8英寸）；最大可長到50（20英寸），重達1.8（4.0磅），壽命可達14年。形态上与红眼鱼极其相似，时常被混淆，但红眼鱼的背鳍更靠后方，尾鳍仅有一到两条分叉，而湖擬鯉通常有2.5至条。本種適應性很強，可以在任何淡水生態系統中找到，從小池塘到最大的河流和湖泊。能任何深度覓食，能耐受有機污染，是最後在污染水域中消失的物種之一，通常也是營養貧乏水域中數量最多的鯉魚，也能耐受微鹹水，能在接近冰點4 °C (39 °F)到31 °C (88 °F) 左右的溫度範圍內生存，以植物、無脊椎動物、浮游生物等為食，產卵季節一般為3月至6月，雌魚最多可產下10萬顆卵。

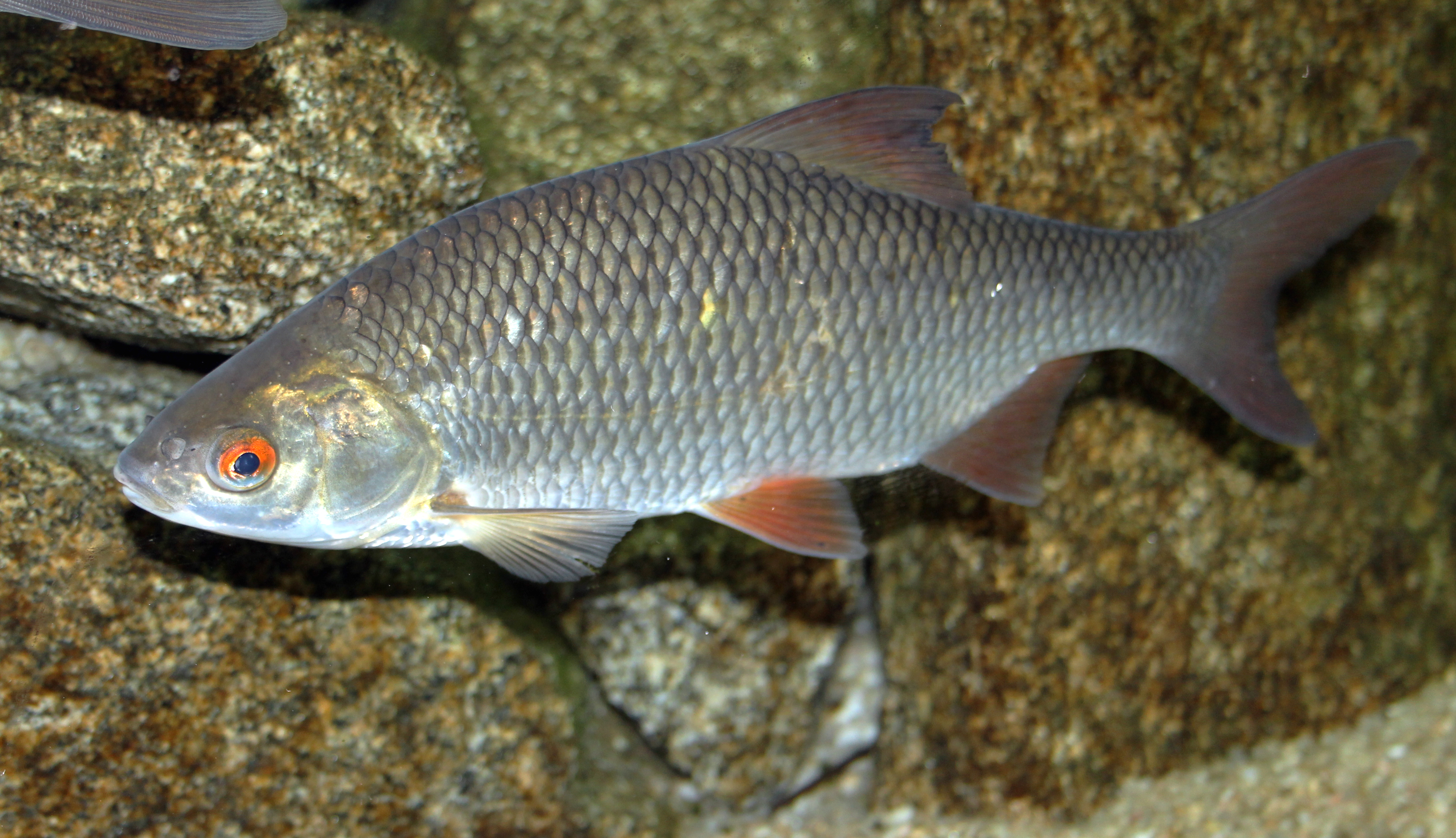
在水族館裡的擬鯉

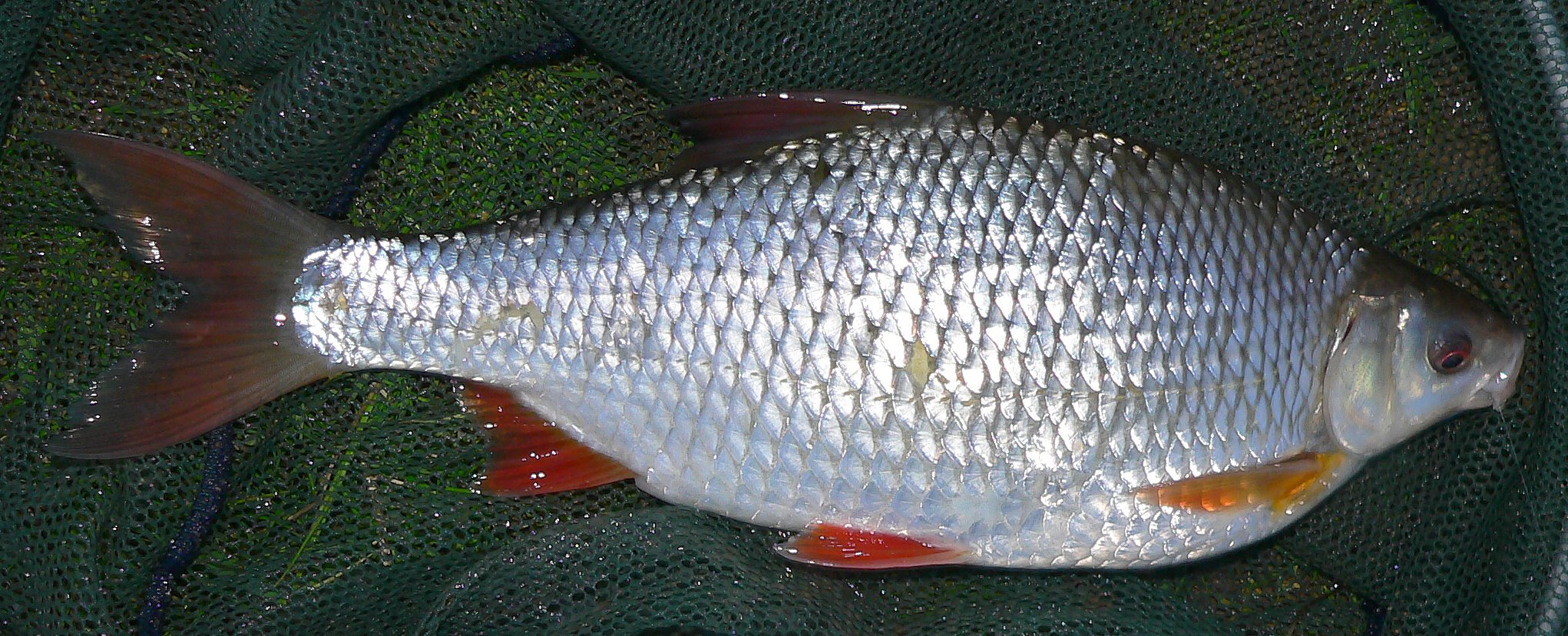
繁殖期中的雌擬鯉

## 外部連結
- Froese, R. & Pauly, D. (eds.) (2006). Rutilus rutilus. FishBase. Version 2006-04.
- Rutilus rutilus caspicus (Jakowlew, 1870) Roach fact sheet about a Caspian subspecies.  www.caspianenvironment.org
- Family Cyprinidae （页面存档备份，存于） Australian Society for Fish Biology.

1. ↑  Freyhof, J.; Kottelat, M. . The IUCN Red List of Threatened Species. 2008: e.T19787A9014741. doi:10.2305/IUCN.UK.2008.RLTS.T19787A9014741.en .
2. ↑  .   [2006-05-14]. （原始内容存档于2013-07-03）. Rutilus rutilus caspicus (Jakowlew, 1870)] Roach fact sheet about a Caspian subspecies.  www.caspianenvironment.org